# Taux moyen mensuel du marché monétaire
 (mars 2023).
Si vous disposez d'ouvrages ou d'articles de référence ou si vous connaissez des sites web de qualité traitant du thème abordé ici, merci de compléter l'article en donnant les références utiles à sa vérifiabilité et en les liant à la section « Notes et références ».
 (mars 2023).
Le taux moyen mensuel du marché monétaire (T4M) est la moyenne arithmétique de l'Eonia sur un mois.
Il est publié mensuellement depuis [Quand ?] par la Fédération bancaire de l'Union européenne (FBE), le premier jour ouvré du mois suivant.
Il est utilisé notamment comme taux de référence pour indexer les taux d'intérêt variables des emprunts bancaires.